# Bitwa pod Nysą
Bitwa pod Nysą – starcie zbrojne, które miało miejsce (podczas rejzy husytów na Śląsk) 18 marca 1428 roku, zakończone rozbiciem wojsk biskupich.
Po zwycięstwie nad krzyżowcami w 1427 roku, husyci zaatakowali Śląsk. Atak był karą za pomoc udzieloną przez książąt śląskich krzyżowcom, którzy w ramach czwartej krucjaty zaatakowali Czechy. Atak przeprowadzono w czasie olbrzymiej ofensywy na tereny (Austria, Brandenburgia, Saksonia, Śląsk) z których atakowano Czechy w ramach krucjat.
Do bitwy doszło 18 marca 1428 roku pod Nysą. Tego dnia pod miastem stanęły wojska husyckie, które tworzyli: Taboryci, dowodzeni przez Prokopa Wielkiego oraz wspierający ich ochotnicy z Polski, dowodzeni przez Dobiesława Puchałę, i ochotnicy z Moraw, dowodzeni przez Jana Tovaczovskyego. Drogę do stolicy biskupiego księstwa nyskiego zagrodziły im wojska biskupa Konrada oleśnickiego, wspierane przez joannitów Ruperta II, rycerstwo oławskie i ziębickie dowodzone przez Ludwika oławskiego i Jana ziębickiego, oraz kontyngenty miejskie z Kłodzka dowodzone przez Putę z Czastolowic. Wynik bitwy został rozstrzygnięty już po pierwszym starciu, w czasie którego wojska śląskie (składające się głównie z chłopów) uciekły z pola bitwy. Mało brakowało a biskup Konrad zostałby husyckim jeńcem. Po rozbiciu wojsk biskupich oddziały husyckie zrezygnowały z oblężenia Nysy, będącej stolicą biskupiego księstwa, a przeszły do kolejnych błyskawicznych uderzeń siejąc panikę w sąsiednich księstwach.
Zwycięstwo zadecydowało o dominacji husyckiej nad znacznymi obszarami Śląska. Książę Jan ziębicki zdając sobie sprawę ze słabości własnych sił oraz widząc poparcie ze strony ludności dla husytów, zawarł z nimi ugodę. Podobnie postąpiła rada miasta Ziębic. Książę Bolko V Głogówecki dołączył do husytów (ochronił w ten sposób od złupienia tereny którymi władał) i uczestniczył w ich dalszych działaniach zbrojnych. Tereny biskupiego księstwa zostały spustoszone i rozgrabione. Spalono wiele kościołów i klasztorów.
Fabularny opis bitwy zawiera książka Boży bojownicy Andrzeja Sapkowskiego.